# Amerikas konfedererade staters flagga

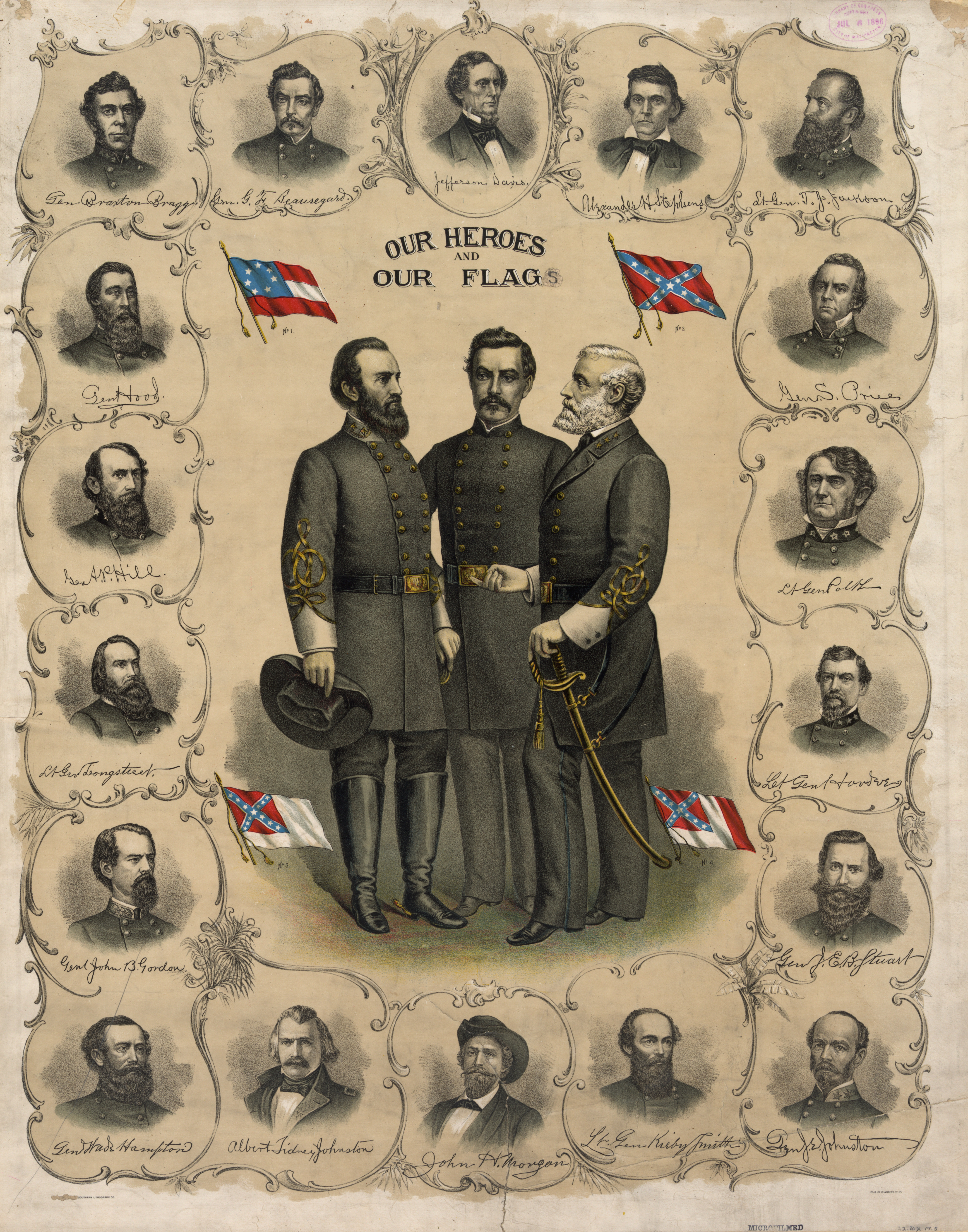
Tre versioner av Amerikas konfedererade staters flagga och konfederationens örlogsgös syns i detta tryck från 1896. Stående i mitten: Stonewall Jackson, P. G. T. Beauregard och Robert E. Lee, omgivna av Jefferson Davis och arméofficerare.

Under sin existens från 1861 till 1865 antog och använde Amerikas konfedererade stater tre olika flaggor – samt smärre varianter av dessa – såsom officiella nationsflaggor. Sedan det amerikanska inbördeskrigets slut har konfederationens flaggor och flaggor härledda från dessa fortsatt att brukas i personliga och officiella sammanhang, vilket varit omdiskuterat.
Delstaterna Mississippis och Georgias flaggor är baserade på konfederationens flaggor. North Carolinas flagga baseras på delstatens flagga från 1861, från tiden för konfederationen och tycks grunda sig på konfederationens första flagga. Alabamas och Floridas flaggor verkar vara inspirerade av konfederationens, men är faktiskt härledda ur den burgundiska korsflaggan, som fanns i Spanska Florida.

## Nationsflaggor

### Första nationsflaggan (the Stars and Bars)
Konfederationens första nationsflagga, som kallades ”Stars and Bars”, användes från 4 mars 1861 till 1 maj 1863. Den var inspirerad av Österrikes nationsflagga och utformad av den preussiske konstnären Nicola Marschall i Marion, Alabama. Stars and Bars-flaggan antogs den 4 mars 1861 i Montgomery, Alabama och hissades över konfederationens första kongressbyggnad. Marschall formgav även konfederationsarméns uniform.
Ett av de första beslut som konfederationens provisoriska kongress fattade var att inrätta en flaggkommitté med William Porcher Miles från South Carolina som ordförande. Kommittén bad allmänheten att bidra med tankar och idéer och blev översvämmad av uppmaningar att inte överge Förenta staternas ”gamla flagga”. Miles hade redan tagit fram en flagga som senare skulle bli konfederationens örlogsflagga, och han föredrog sitt förslag framför ”the Stars and Bars”, men till följd av det folkliga stödet till en flagga liknande USA:s (”the Stars and Stripes”), antog kommittén the Stars and Bars-flaggan. När kriget bröt ut orsakade the Stars and Bars förvirring på slagfälten på grund av dess likhet med den amerikanska flaggan som unionsarmén förde (liksom det att vissa av konfederationens enheter fortfarande hade mörkblå uniformer innan de grå uniformerna infördes).
Till slut kom tretton stjärnor att finnas på flaggan, vilket återspeglade konfederationens anspråk på att ha upptagit Kentucky och Missouri. Flaggan med tretton stjärnor användes också av konfederationens flotta.

Första nationsflaggan med 7 stjärnor (4 mars 1861–21 maj 1861).
Första nationsflaggan med 9 stjärnor (21 maj 1861–2 juli 1861).
Första nationsflaggan med 11 stjärnor (2 juli 1861–28 november 1861).
Första nationsflaggan med 13 stjärnor (28 november 1861–1 maj 1863).[6]

### Andra nationsflaggan
När den andra nationsflaggan skulle tas fram inkom många olika förslag, nästan samtliga baserade på arméns örlogsflagga (Battle Flag) som 1863 blivit välkänd och uppskattad. Konfederationens kongress specificerade att på den nya flaggan skulle finnas ett vitt fält med Battle Flag (en röd kvadrat à två tredjedelar av flaggans bredd i sida belagd med ett brett blått snedkors med vita kanter och beströdd med vita femuddiga stjärnor, en för varje delstat) i flaggans övre inre kvarter.
Flaggan kallades också ”the Stainless Banner”; ”stainless” (’fläckfri’, ’obefläckad’) avsåg det rena vita fältet. 1864 års flagglag fastställde inte vad det vita skulle symbolisera och många tolkningar har gjorts. Kongressen dryftade huruvida det vita fältet skulle ha en blå tvärbjälke och huruvida det skulle ha en röd kant. William Miles propagerade för den enkla vita utformningen som sedermera antogs. Han ansåg att Battle Flag måste vara med, men att det var nödvändigt att utsmycka den, dock på enklast möjliga vis, med ett omönstrat vitt fält.
Flaggorna som Richmond Clothing Depot tillverkade hade faktiskt proportionerna 1,5:1, som flottans örlogsflagga, i stället för det officiella 2:1.
De första reaktionerna på den andra nationsflaggan var positiva, men efterhand kritiserades den för att vara ”för vit”. Columbia-tidningen Daily South Carolinian anmärkte att det var frågan om en örlogsflagga på en parlamentärflagga vilket kunde ge oklara besked. Officerer framförde klagomål om att flaggan var för vit av flera orsaker, däribland faran för att förväxlas med en parlamentärflagga, i synnerhet på örlogsskepp, och att den blev smutsig för lätt.

Andra nationsflaggan
(26 maj 1863–4 mars 1865), 1:2.

Andra nationsflaggan, flottans örlogsflagga, 1,5:1.

### Tredje nationsflaggan

Tredje nationsflaggan (från 4 mars 1865).

Den tredje nationsflaggan (även känd som ”the Blood Stained Banner”) antogs den 4 mars 1865. Den röda stolpen föreslogs av major Arthur L. Rogers, som ansåg att det rena vita fältet i den andra nationsflaggan kunde förväxlas med en parlamentärflagga. När det var vindstilla kunde flaggans Southern Cross i övre inre kvarteret råka döljas så att hela flaggan tycktes vara helvit.
Rogers lyckades få senaten att ta upp hans ändringsförslag till behandling. Han motiverade ändringen med att det skulle finnas så lite nordstatsblått som möjligt i flaggan, och att det symboliserade sydstatsbornas primära ursprung, Englands flagga och den röda stolpen från Frankrikes flagga.
Trots antagandet av 1865 års flagglag var det väldigt få exemplar av den tredje nationsflaggan som tillverkades och kom att användas i fält, eftersom sydstaterna kapitulerade två veckor efter att den nya flagglagen gått igenom.

## Andra flaggor

Bonnie Blue Flag

Vid sidan av nationsflaggorna använde sydstatsborna många olika flaggor under inbördeskriget. Mest berömd är ”Bonnie Blue Flag”, som användes som inofficiell flagga under de första månaderna av konfederationens existens 1861. Den användes på Fort Sumter, där inbördeskrigets inledande strider stod. Konfederationens trupper förde även Van Dorn battle flag på Transmississippi- och västra krigsskådeplatserna. Dessutom hade många militära enheter sina egna regementsflaggor och fanor som de förde i strid. Andra anmärkningsvärda flaggor visas nedan.

### Fanor
Nordvirginias armés stridsfanor var vanligtvis kvadratiska, av varierande bredd för de olika truppslagen: 130 centimeter för infanteriet, 97 centimeter för artilleriet och 81 centimeter för kavalleriet. Flaggan fördes i strid från december 1861 fram till konfederationens fall. Den blå färgen i flaggans snedkors var marinblå, till skillnad från den marina örlogsflaggans ljusblå nyans.
Flaggans stjärnor stod för antalet delstater i konfederationen. Avstånden mellan stjärnorna minskade när antalet delstater ökade, och blev till slut tretton till antalet när utbrytardelarna av Kentucky och Missouri gick med 1861.

Nordvirginias armés battle flag

Under första slaget vid Bull Run förorsakade snarlikheten mellan Stars and Bars och Stars and Stripes förvirring och militära problem. Med den tidens krigföring förde regementena fanor för att underlätta för befälhavarna i deras bedömningar. På längre håll var de bägge nationsflaggorna svåra att skilja åt. Dessutom förde konfederationens regementen många andra flaggor vilket bidrog till förvirringen. Efter slaget skrev general P.G.T. Beauregard att han då beslutat att om möjligt ändra konfederationens flagga eller för sina trupper anta en slagfältsflagga (”Battle flag”) som skulle se helt annorlunda ut från delstatsflaggorna och de federala flaggorna. Han vände sig till sin assistent, som råkade vara William Porcher Miles, flaggkommitténs förutvarande ordförande. Miles beskrev sitt avvisade flaggförslag för Beauregard. Miles framförde även generalens besvär för flaggkommittén och begärde att nationsflaggan skulle ändras. Kommittén avslog förslaget med en röst mot fyra, varefter Beauregard föreslog att man skulle ha två flaggor, en freds- eller paradflagga och en krigsflagga som bara skulle användas på slagfälten.

Sovereignty Flag eller Secession Flag

Flaggan Miles föredragit när han varit flaggkommitténs ordförande blev till slut slagfältsflagga (battle flag) och i förlängningen konfederationens mest populära flagga. Enligt historikern John Coski var Miles design inspirerad av en av de många självständighetsflaggor som vajade vid South Carolinas utrytarkonvent i december 1860. Flaggan bestod av ett blått georgskors  på ett rött fält med 15 vita stjärnor på korset och symboliserade de Konfedererade staterna samt en palm och månskära på det röda fältet. Miles tog emot allehanda synpunkter på flaggans utseende, däribland kritik från Charles Moise, som kallade sig själv ”sydstatsbo av judisk övertygelse”. Moise gillade utseendet, men undrade om en viss religions symbol verkligen kunde vara symbol för hela nationen. Med det i åtanke ändrade Miles sin flagga, tog bort palmen och månskäran och ersatte den med ett snedkors. Antalet stjärnor ändrades också över tid. Han beskrev dessa ändringar och orsaken till dem i början av 1861. Det diagonala korset föredrogs, eftersom man ville undvika religiösa protester (från judar och många protestantiska sekter). Han menade också att snedkorset var ”mer heraldiskt  [sic] än ecklesiastiskt”.
Enligt Coski var andreaskorset ingen betydelsefull symbol i Sydstaterna vid den här tiden, och om Miles inte hade varit angelägen om att hålla sams med Sydstaternas judar, skulle hans flagga haft ett traditionellt georgskors. En överste vid namn James B. Walton presenterade en battle flag som i stort sett var likadan som Miles’, men med ett georgskors, men Beauregard valde flaggan med diagonalt kors.
Miles’ och alla flaggor som dittills utformats hade varit rektangulära. General Johnston föreslog att den i stället skulle vara kvadratisk för att spara tyg. Johnston specificerade vilken storlek på flaggan krigsmaktens olika delar skulle använda. Generalerna Beauregard och Johnston och generalkvartermästare Cabell godkände den tolvstjärniga slagfältsflaggan hemma hos Ratcliffe, vars hus för en kort tid användes som högkvarter av Beauregard, nära domstolsbyggnaden i Fairfax i september 1861. Den tolfte stjärnan representerade Missouri. President Jefferson Davis anlände med tåg till Fairfax kort därefter och förevisades den nya slagfältsflaggan i Ratcliffe House. Hetty Cary, hennes syster och Constance Cary Harrison (hennes kusin) tillverkade prototyper. En dylik tolvstjärnig flagga finns i Richmonds Museum of the Confederacys samlingar och en annan i Confederate Memorial Hall i New Orleans.
Den 28 november 1861 tog sydstatssoldater i Nordvirginias armé emot den nya slagfältsflaggan i ceremonier i Centreville och Manassas, och använde dem under hela inbördeskriget. Beauregard höll ett tal där han uppmuntrade soldaterna att hedra den nya flaggan och att aldrig överge den. Många soldater har i brev nämnt ceremonin och intrycket flaggan gav dem; den stärkte stridsviljan efter förväxlingen i första slaget vid Bull Run. Därefter blev flaggan alltmer förknippad med konfederationen och Sydstaterna i allmänhet. Sedermera lades en 13:e stjärna till för Kentucky.
Nordvirginias armés battle flag fick framstående ställning när det blev upphovsrättsskyddat emblem för United Confederate Veterans (UCV). UCV:s och senare Sons of Confederate Veterans användning ledde till antagandet det var ”soldatens flagga” eller ”konfederationens battle flag”.
Ibland har flaggan kallats ”Beauregards flagga” eller ”Virginias battle flag”.  Den 12 april avtäcktes nära korsningen mellan Main Street och Oak Street i Fairfax ett minnesmärke av Virginia Department of Historic Resources där Fairfax, Virginia utpekas som platsen där konfederationens slagfältsflagga föddes.
Sons of Confederate Veterans anser sig vara direkta arvingar till sina förfäders flaggor.
Slagfältsflaggan förknippas ofta med sympatier för konfederationen.

### Örlogsgöser och örlogsflaggor till sjöss
Användandet av en primära och en sekundära örlogsflaggor till sjöss i enlighet med brittisk tradition var allmänt utrett inom konfederationen, då den hade band till Brittiska öarna både på grund av härstamning och ekonomiskt. Konfederationens nyupprättade flotta antog därför och använde gösar, stridsflaggor och småbåtsflaggor, samt örlogsvimplar, befälstecken och signalflaggor ombord på örlogsfarrygen.
Konfederationens första gös, som användes från 1861 till 1863, bestod av en cirkel med mellan sju och femton femuddiga vita stjärnor på ett mellanblått fält. Den fördes på konfederationens örlogsfartyg när de låg i hamn. En gös med sju stjärnor finns bevarad (från det tillfångnatagna järnklädda CSS Atlanta) som faktiskt har mörkblå nyans.
Konfederationens andra örlogsgös var en rektangulär kusin till arméns stridsflagga och användes från 1863 till 1865. Den förekom i en uppsjö olika dimensioner och storlekar, trots flottans deljaerade regler. Snedkorset hade en mycket ljusare blå nyans än det som fanns i slagfältsflaggan.

Första örlogsgösen (1861–1863)
Andra örlogsgösen, (1863–1865)
Flottans första örlogsflagga (1861–1863)
Flottans andra örlogsflagga (1863–1865 )

Konfederationens första nationsflagga, även kallad ”the Stars and Bars” (se ovan), nyttjades som flottans första örlogsflagga från 1861 till 1863. Den förekom vanligtvis med längd–bredd-förhållandena 2:3, men ett fåtal 1:2-flaggor finns bevarade på museer och i privata samlingar. Allteftersom Amerikas konfedererade stater växte tillkom fler stjärnor i flaggans mörkblå kvarter: 7, 9, 11 och 13 stjärnor är vanligast. Det tillverkades faktiskt också några få flaggor med 14 och 15 stjärnor som inbegrep delstater som väntades inkorporeras i konfederationen, men aldrig gjorde det.
Den andra nationsflaggan användes även som örlogsflagga av flottan, men med förhållandet 2:3 i stället för 1:2 som kongressen antagit för nationsflaggan. Just denna örlogsflagga var den enda som fördes jorden runt (ombord på CSS Shenandoah) och var konfederationens sista flagga som halades under inbördeskriget (i Liverpool den 7 november 1865 ombord CSS Shenandoah).

## Sydstatsflaggan

Tennessees armés battle flag.

Några få arméenheter använde en rektangulär variant av den kvadratiska slagfältsflaggan, bland andra Tennessees armé. Trots att den varken representerat Amerikas konfedererade stater såsom nation eller officiellt erkänts som nationsflagga, brukar den i allmänhet benämnas ”the Confederate Flag” (sydstatsflaggan) och har blivit en välkänd symbol för den Amerikanska södern. Den kallas också för ”rebel flag” (rebellflaggan) eller ”Dixie flag” och benämns ofta felaktigt ”Stars and Bars” (den verkliga Stars and Bars-flaggan var den första nationsflaggan, som hade ett helt annat utseende).

### Ökad uppskattning på 1900-talet
Under 1900-talets första hälft åtnjöt sydstatsflaggan förnyad uppskattning. Under andra världskriget använde vissa amerikanska militärenheter med sydstatssmeknamn eller som till stor del bestod av soldater från Sydstaterna flaggan som inofficiell symbol. När USS Columbia befann sig i strid i södra Stilla havet under andra världskriget förde det konfederationens örlogsflagga som stridsflagga för hedra Columbia, som fartyget var uppkallat efter och som var huvudstad i South Carolina, den första delstaten som gick ur Förenta staterna. Vissa soldater förde sydstatsflaggor i strid. Efter slaget om Okinawa hissades en sydstatsflagga på Shuri slott av en marinkårssoldat från ”Rebellkompaniet”, som de kallade sig själva. Den syntes på långt håll och halades tre dagar senare på order från general Simon Bolivar Buckner Jr. (son till sydstatsgeneralen Simon Buckner), som menade att den var opassande eftersom soldater från hela USA var med i striden. I stället hissades Förenta staternas flagga. Mot slutet av andra världskriget var det sällsynt att sydstatsflaggan användes inom krigsmakten.

## Fotnoter
1. ↑  ”Nicola Marschall”. The Encyclopedia of Alabama. 25 april 2025. Arkiverad från originalet den 6 juni 2013. https://web.archive.org/web/20130606101626/http://www.encyclopediaofalabama.org/face/ArticlePrintable.jsp?id=h-1134. Läst 29 juli 2011.  ”The flag does resemble that of Austria, which as a Prussian Marschall would have known well.”
2. ↑  Hume, Erskine (1940). ”The German Artist Who Designed the Confederate Flag and Uniform”. The American-German Review.
3. ↑  Edgar Erskine Hume (augustii 1940). Nicola Marschall : Excerpts from The German Artist Who Designed the Confederate Flag and Uniform. Arkiverad från originalet den 28 maj 2016. https://web.archive.org/web/20160528220738/http://www.archives.state.al.us/marschall/german.html.
4. ↑  Coski 2005, s. 4–5
5. 1 2 3  Coski 2005, s. 8
6. 1 2  Confederate States of America government
7. ↑  Coski 2005, s. 17
8. ↑  Coski 2005, s. 16–17
9. ↑  ”The Second Confederate National Flag (Flags of the Confederacy)”. Arkiverad från originalet den 9 februari 2009. https://web.archive.org/web/20090209190749/http://www.confederateflags.org/national/FOTCsbr.htm. Läst 10 december 2012.
10. 1 2  Coski 2005, s. 17–18
11. ↑  North & South – The Official Magazine of the Civil War Society, Volume 11, Number 2, Page 30, Retrieved April 16, 2010, "The Stars and Bars" Arkiverad 14 juli 2011 hämtat från the Wayback Machine.
12. ↑  Coski 2005, s. 11
13. ↑  Gevinson, Alan. ”The Reason Behind the 'Stars and Bars”. Teachinghistory.org. http://teachinghistory.org/history-content/ask-a-historian/19424. Läst 8 oktober 2011.
14. ↑  Coski 2005, s. 5 beskriver de 15 stjärnorna och debatten om religiösa symboler.
15. ↑  Coski 2005, s. 6–8
16. ↑  Coski 2005, s. 10
17. ↑  Birthplace of the Confederate Battle Flag. Arkiverad 20 augusti 2016 hämtat från the Wayback Machine. The Historical Marker Database.
18. ↑   37 New Historical Markers for Virginia's Roadways. Virginia Department of Historic Resources. 2008. sid. 71. http://www.dhr.virginia.gov/pdf_files/Notes_On_Virginia_08.FINAL.Web.pdf.  ”B-261: Birthplace of the Confederate Battle Flag”.
19. ↑  ”2008 Virginia Marker Dedication: Birthplace of the Confederate Battle Flag”. Arkiverad från originalet den 24 februari 2021. https://web.archive.org/web/20210224192212/http://www.fairfaxrifles.org/Photos-Fx_Mkr_Ded.html. Läst 11 december 2012.
20. ↑  Coski 2005, s. 58
21. ↑  Coski 2005, s. 91
22. ↑  Coski 2005, s. 92–94